# Paços (Fafe)
Paços (até 3 de julho de 2020 designada Passos) é uma povoação portuguesa sede da Freguesia de Paços do Município de Fafe, freguesia com 4,1 km² de área e 1015 habitantes (censo de 2021), tendo, por isso, uma densidade populacional de 247,6 hab./km².
A 9 de junho de 2020 a Assembleia da República aprovou a mudança do nome para Paços, tenho entrado em vigor a 3 de Julho de 2020 na lei n.º 22/2020. A designação anterior, historicamente, existe desde as Inquisições o século XIII..

## Demografia
A população registada nos censos foi:
| Ano  | 0-14 Anos | 15-24 Anos | 25-64 Anos | > 65 Anos |
| 2001 | 254       | 201        | 538        | 120       |
| 2011 | 200       | 151        | 560        | 165       |
| 2021 | 101       | 145        | 563        | 206       |

## Património
- Casa do Ermo,  onde o escritor e romancista Camilo Castelo Branco passava grandes temporadas com a família Vieira de Castro.